# Vanellus chilensis
La pavoncella del Cile (Vanellus chilensis, Molina, 1782), è un uccello della famiglia dei Charadriidae.

## Sistematica
Vanellus chilensis ha quattro sottospecie:
- Vanellus chilensis cayennensis
- Vanellus chilensis chilensis
- Vanellus chilensis fretensis
- Vanellus chilensis lampronotus

## Distribuzione e habitat
La sottospecie V. c. cayennensis vive nel Sudamerica settentrionale a nord del Rio delle Amazzoni. V. c. chilensis vive in Cile e Argentina. V. c. fretensis vive nel sud di Cile e Argentina. V. c. lampronotus vive tra il Rio delle Amazzoni e il nord di Cile e Argentina, compresi Brasile e Uruguay (di cui è uccello nazionale).